# Liste der Monuments historiques in Luzancy
Die Liste der Monuments historiques in Luzancy führt die Monuments historiques in der französischen Gemeinde Luzancy auf.

## Liste der Objekte
| Bezeichnung                                               | Beschreibung | Standort                                                                                      | Kennzeichnung | Schutzstatus | Datum | Bild |
| --------------------------------------------------------- | --- | --------------------------------------------------------------------------------------------- | ------------- | ------------ | ----- | ---- |
| Grabmal für den Marschall de Bercheny († 1778)            | Aus schwarzem Marmor in der Form einer Pyramide. Entstehungszeit im 18. Jahrhundert. | Eingelassen in die Wand des rechten Ganges in der Kirche St-Germain-St-Leu (Lage)             | PM77000984    | Classé       | 1907  |      |
| Wappenstein                                               | Flachrelief aus Stein mit einem Wappen, das von einem Adler mit ausgebreiteten Flügeln überragt wird und im 19. Jahrhundert hergestellt wurde.                                                 | Gegenüber dem Chorpfeiler auf der Südseite der Kirche St-Germain-St-Leu (Lage)                | PM77003016    | Inscrit      | 1978  |      |
| Eckaltar und Altarbild                                    | Kleiner Eckaltar aus dem 18. Jahrhundert der mit einem barocken Medaillon verziert und einem Altarbild mit der Darstellung Lamm der Apokalypse ausgestattet wurde.                             | Zwischen dem Altarraum und dem nördlichen Seitenschiff in der Kirche St-Germain-St-Leu (Lage) | PM77003479    | Inscrit      | 1980  |      |
| Zwei Skulpturen: heiliger Bischof und heiliger Diakon     | Holzskulpturen bemalt in ähnlicher Verarbeitung aus dem 18. Jahrhundert. | In der Kirche St-Germain-St-Leu (Lage)                                                        | PM77004786    | Inscrit      | 1994  |      |
| Wappenstein des Marquis de Bercheny                       | Flachrelief aus Stein mit dem Wappen des Marquis de Bercheny, umrahmt von zwei Händen die jeweils einen Dolch halten und von einer Schlange umgeben sind. Entstehungszeit 18./19. Jahrhundert. | Gegenüber dem Chorpfeiler auf der Nordseite in der Kirche St-Germain-St-Leu (Lage)            | PM77003015    | Inscrit      | 1978  |      |
| Grabplatte für Anne-Catherine de Wiet († 24. August 1766) | Aus Stein mit Inschrift für Anne-Catherine de Wiet, der Ehefrau des Marschalls von Bercheny. Bezeichnet 1766.                                                                                  | Gegenüber dem Chorpfeiler auf der Südseite in der Kirche St-Germain-St-Leu (Lage)             | PM77003017    | Inscrit      | 1978  |      |
| Grabplatte für Marie Danthonis († 1640)                   | Aus Stein mit einer Inschrift, die in einem ovalen Feld und in einem Tympanon eingefügt wurde und von zwei Engeln und zwei Wappen umrahmt wird. Bezeichnet 1640.                               | Im Kirchenschiff der Kirche St-Germain-St-Leu (Lage)                                          | PM77003478    | Inscrit      | 1980  |      |